# Constantine (tỉnh)
Constantine (tiếng Ả Rập: قسنطينة) là một trong 48 tỉnh của Algérie. Tỉnh lỵ là thành phố cùng tên.

## Phân chia hành chính
Tỉnh này được chia thành 6 huyện, các huyện được xếp theo thứ tự an pha bê:
- Aïn Abid
- El Khroub
- Hamma Bouziane
- Ibn Ziad
- Zighoud Youcef
- Constantine